# Ciclopentano
Il ciclopentano è un cicloalcano di formula molecolare C5H10 o anche, più espressivamente, (CH2)5.
A temperatura ambiente si presenta come un liquido incolore, molto volatile, dal caratteristico odore di benzina. È un idrocarburo molto infiammabile.
Benché sia convenzionalmente rappresentata con un pentagono regolare, la molecola non è planare. Nonostante la geometria tetraedrica degli atomi di carbonio che la compongono, la molecola assume una conformazione piegata, nota come "a busta" dove si aumenta leggermente la tensione angolare rispetto la conformazione planare, ma si ottiene una netta riduzione di tensione torsionale. L'atomo di carbonio fuori dal piano cambia continuamente, ottenendo un fenomeno chiamato pseudorotazione.